# 魔鬪學園101
《魔鬪學園101》是一款由KingsIsle娛樂开发的大型多人在线角色扮演游戏。玩家扮演使用巫术和魔法的学生去拯救游戏中虚拟的宇宙“旋涡星系”，并使用类似交换卡片游戏的回合制战斗系统施魔法与敌人战斗。
该游戏还有一款姐妹游戏叫做《Pirate101》。

## 游戏发展
| 魔法城    | 不適用 |
| 克洛克    | 不適用 |
| 玛里伯恩  | 不適用 |
| 木须      | 不適用 |
| 龙之谷    | 不適用 |
| 天国      | 44     |
| 扎法丛林  | 55     |
| 阿瓦隆    | 65     |
| 阿兹特克  | 75     |
| Khrysalis | 85     |
| Polaris   | 100    |
| Mirage    | 110    |
| Empyrea   | 120    |
| Karamelle | 130    |
| Lemuria   | 140    |
| Novus     | 150    |
| Wallaru   | 160    |

游戏中虚拟的宇宙“旋涡星系”被分成不同的世界，每个世界都有多个区域。玩家可使用VIP权限限时解锁或游戏的高级货币“皇冠”永久解锁这些区域。魔法师在游戏开始时可选择自己的学院：冰霜、火焰、风暴、亡灵、生命、神圣和平衡。每个学院都有自己独特的魔法。
游戏内容基于战斗：由一至四名玩家或由电脑控制的敌人组成的两支队伍按回合施魔法。魔法能减少敌方的生命值、增加队友的生命值、添加能够减少伤害值的“盾”，和能够增加伤害值的“刃”、“陷阱”及“状态效果”等。当玩家将所有敌人的生命值降低为零时，敌方就被击败；当玩家的生命值为零时，己方队友则可以治疗他们。当支队伍中的每名玩家或由电脑控制的敌人都有零生命值时，另一支队伍获胜。
更多世界随着玩家进程前进开启。魔法师在升级时会获得新称号，基本属性，如生命值、法力值和能量值，也会增加。多数装备有等级限制。训练宠物、捕鱼和园艺这些其他活动消耗能量值；而手工艺不消耗能量值，只消耗叫做不同种类的资源，也叫“材料”。玩家可在“PvP竞技场”中挑战其他玩家。至2022年3月，玩家的最高可升至150级。
该游戏因幽默（crude humor）和轻度幻想暴力（fantasy violence）在娱乐软件分级委员会中获得E10+的评分。

## 支付标准
这款游戏提供VIP或带有微型交易的“免费玩”的选项。“免费玩”的玩家可以使用游戏内叫做“皇冠”的货币购买高级区域的进入权。此类区域只需购买一次，但在进入前可能需要其他步骤。皇冠可被用于购买游戏专属的物品和“PvP锦标赛”的通行权。PvP锦标赛的费用根据玩家当前的VIP状态变化。皇冠可通过游戏卡或在线商店购买，也可以在“SuperRewards”中获得小量数额。
VIP解锁全部可进入的世界，也可以使玩家在“PvP排名赛”和“宠物排名赛”中比拼、在背包中储存更多物品和在《Wizard101》“Message Board”发布内容的权利等其他次要的优势。
在欧洲版本的《Wizard101》中，玩家可以使用皇冠购买VIP或组合包（Bundle）。
同时，《沃尔学院》中的部分区域和地下城可被限时租赁。如“阿奎拉”的“奥林匹斯山”、“Atlantea”和“Tartarus”可被租赁6小时。PvP和宠物德比赛的参与权也可按每场比赛或每天支付特定数量的皇冠被租赁。

## 玩家互动
由于主要玩家为青少年，与其他大型多人在线游戏相比，《沃尔学院》限制玩家间的互动。在游戏中有三种聊天方式：“菜单聊天”、“开放聊天”和“文本聊天”。菜单聊天只允许玩家从一系列预设的短语或句子中选择，禁止玩家输入文字。在文本聊天中，玩家输入的文字会出现在聊天者头顶的文字泡泡或聊天框中，并且对同一区域中的所有玩家可见。“个人聊天”指的是一名魔法师与另一名魔法师进行私密的聊天。个人聊天的内容会出现在屏幕左侧的透明框中。玩家的年龄直接决定可交流的的自由度。在输入文字时，每个人都可以查看显示为白色的字词，而只有将账户设置为“开放聊天”的玩家可以查看显示为黄色的字词。在玩家的信用卡表明自己为18岁以上时可以获取开放聊天。任何人，包括聊天的玩家自己，都无法查看显示为红色的字词。如果一名成年人在聊天时输入的字词显示为红色或黄色，低龄的玩家将在那些字词处看到省略号（...）。会被显示为红色的字词不但包括脏话，还包括会使玩家间彼此交流真实生活信息，如电话号码、年龄或现实世界中地点的字词。
在此游戏里，玩家还可相互战斗。战斗分为免费的练习赛和可用皇冠购买或VIP解锁的排名赛。和练习赛不同的是，排名赛影响玩家的等级徽章或称号，还会给获胜方奖励“竞技场券”，也就是另一种虚拟高级货币。玩家间的战斗只能在专用的玩家对玩家竞技场里进行。PvP竞技场在“魔法城”中从“广场”通向“独角兽大道”的入口处、部分家园，还有“阿瓦隆”的“外部庭院”里。
如果玩家一起进行游戏，战斗和完成任务后获得的奖励自动在玩家内分配，避免分歧。玩家可以交易一种特殊的魔法卡片：“宝藏卡”。点击魔法书里的金色卡片标志就能设置宝藏卡了，战斗时，弃牌后点击“抽取”就能抽取宝藏卡。这些卡片只能使用一次，任何魔法学院的玩家都能使用这些卡片。宝藏卡通常比普通版的卡片更强大，使用后，宝藏卡就会消失。当前，除了宝藏卡以外，玩家之间无法交易其他物品；可是，一个账号下的不同角色间可使用“共享银行”分享大部分物品。
截至目前，仍有少部分前台服玩家仍在美服活躍。

## 安全功能
在此游戏里，家长可用“主账号”（Master Account）使用家长监控。同一家庭内的账号可更改监控设置。聊天设置可限制账号的某些功能。不满13岁的玩家只能使用预先设置的短语，而且不能查看文本聊天。13岁以上、18岁以下的玩家可发送并查看文本聊天，但在聊天时过滤字词汇显示为红色，并会以三个点的形式显示。18岁及以上的玩家在用信用卡验证后，文本聊天的限制降低，可发送并查看一般的过滤字词，但部分字词仍为过滤字词。一般过滤字词仍且仅可被18岁及以上的玩家查看，显示为黄色。
玩家名称全部由预先设置的名字和一部分或两部分的姓氏组成。官方游戏论坛也被严格管控，帖子必须经管理员审查后才会显示。

## 开发與發行历史
根据2008年发布的一则媒体新闻，KingsIsle Entertainment在2005年由创意导演J. Todd Coleman创建后，《沃尔学院》的开发就开始了。这款游戏在2008年6月进入了beta阶段，在2008年9月2日成功发行。2010年8月25日，《沃尔学院》发表了在同年晚时进入其他国家的消息。
《沃尔学院》和Gameforge （页面存档备份，存于）合作，在2010年12月15日在欧洲发行了测试版本，2011年2月15日发行了正式版本。此后，此游戏的英文、法文、意大利文、西班牙文、德文、波兰文和希腊文也正式发行。2011年8月17日，KingsIsle和淘米股份有限公司签订了在中国大陆、台湾、香港和澳门发行《沃尔学院》的协议。《沃尔学院》台湾版最先在2012年4月27日发行，其他地区随后发行。
为遵循中国大陆法律和游戏文化，带有骷髅或死亡的内容全部被删改。任务要求玩家打败更多敌人、收集更多物品。进行游戏一段时间后，玩家会收到休息的提示；进行游戏两小时后，玩家进入“疲劳期”，只能获得一半的奖励或经验；进行游戏五小时后，玩家进入“防沉迷期”，无法获得任何奖励或经验。
2013年7月，中国大陆服务器停止更新。
2012年时，KingsIsle Entertainment推出了《Wizard101》的姐妹游戏：《Pirate101》，在一则媒体新闻中被描述为和《Wizard101》一样“上手既快又熟悉”（"comfortable and familiar"），不过包含“全新设计、故事和游戏机制”。（"entirely new design, setting and gameplay mechanics."）

## 評分
根据KingIsle Entertainment的媒体新闻，此游戏的玩家数量在不断增加：2009年4月增加至二百万、2009年9月增加至五百万、2010年6月增加至一千万、2011年1月增加至一千五百万、2011年7月增加至两千万、2013年7月增加至三千万。截至2014年12月，注册账号约有五千万。游戏评分方面，此游戏在GameRankings获得了77.5%的评分，测评员Toni Dimayuga认为《沃尔学院》游戏的整体氛围、画面设置和趣味性都为游戏加分，而战斗（尤其在失败时）和聊天的限制性都是主要的减分点。

## 外部連結
- 官方网站